# Halocladius mediterraneus
Halocladius mediterraneus är en tvåvingeart som beskrevs av Hirvenoja 1973. Halocladius mediterraneus ingår i släktet Halocladius och familjen fjädermyggor. Inga underarter finns listade i Catalogue of Life.